# 苦鉄質岩
苦鉄質岩（くてつしつがん、英: mafic rock）あるいはマフィック岩（マフィックがん）とは、カンラン石、輝石、角閃石などの苦鉄質鉱物（マフィック鉱物）に富み、長石や石英などの珪長質鉱物（フェルシック鉱物）に乏しい岩石。
苦鉄質（くてつしつ、mafic）は成分として鉄イオンのFe2+やFe3+、マグネシウムイオンのMg2+を含む岩石や鉱物に用いられる性質。名称はかつてマグネシウムのことを「苦土」といっていたことにちなむ。英語のmaficは、鉄とマグネシウムが豊富に含まれている事から、magnesiumとferricから作られたかばん語である。対する語は珪長質である。
SiO2含有量から定義された塩基性岩とほぼ同じ意味で用いられることも多いが、定義が異なる。

## 主な苦鉄質岩
玄武岩、輝緑岩（粗粒玄武岩）、斑れい岩など。

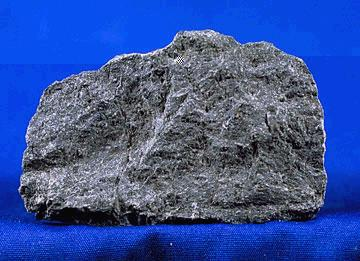
玄武岩
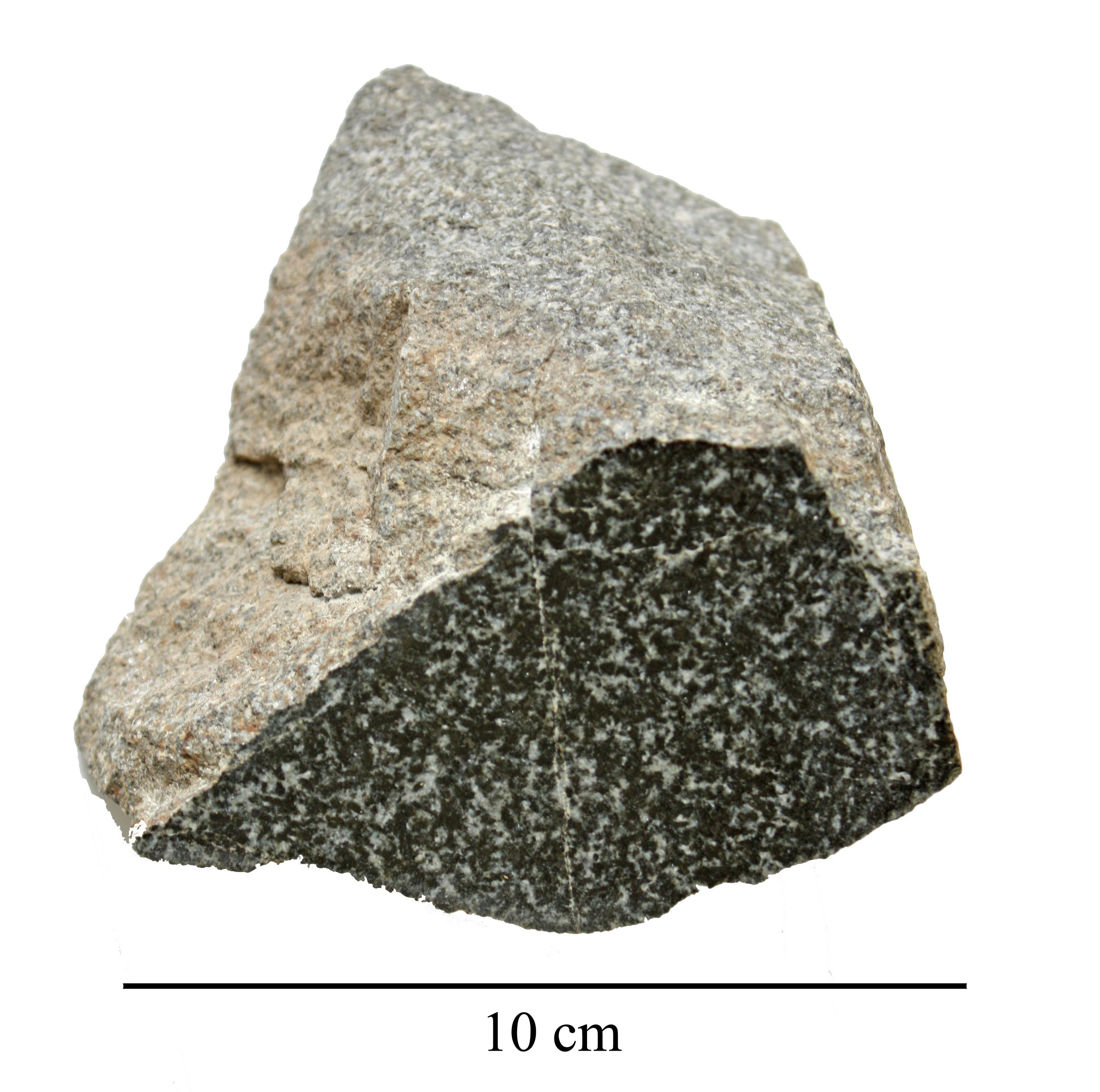
輝緑岩
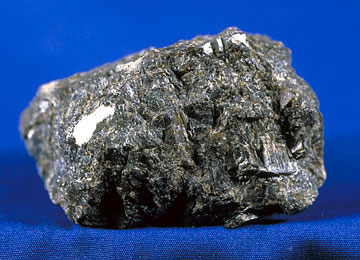
斑れい岩